# 프란치스카 사베리아 카브리니
성녀 프란치스카 사베리아 카브리니(1850년 7월 15일 - 1917년 12월 22일)는 미국 시민권자로서는 최초로 로마 가톨릭교회의 성인으로 시성된 인물이다. 축일은 12월 22일이다.

## 초창기
프란치스카 카브리니는 이탈리아 롬바르디아주 산탄젤로로디지아노에서 아고스티노 카브리니와 스테라 오디니 부부 사이에서 여덟 자녀 가운데 한 사람으로 태어났다. 그녀의 집안은 벚나무 농장을 경영하는 부유한 집안이었다. 불행하게도 여덟 자녀 가운데 오직 네 명만이 성년이 될 때까지 살아남았다. 프란치스카 카브리니는 두 달 먼저 출산되어 남들보다 더 왜소하고 건강이 좋지 않은 상태로 평생을 보냈다.
프란치스카 카브리니는 1877년에 수도 서원을 하고 예수회 선교사인 프란치스코 하비에르 성인을 본받고자 그의 이름 하비에르를 수도명으로 받았다. 이탈리아 코도뇨에 있는 하느님의 섭리 고아원의 원장이 된 그녀는 여성들로 이루어진 소공동체를 이루고 수도적 삶을 살았다.
1880년 고아원은 문을 닫았다. 프란치스카 카브리니는 여섯 명의 여성들을 이끌고 수도 서원을 하고 11월 14일에 예수 성심 전교 수녀회(M.S.C.)를 창립하였다. 프란치스카 카브리니는 수녀회에서 지켜야 할 규정과 규약을 작성하였으며, 사망할 때까지 수녀회 총장직을 계속 맡았다. 수도회는 설립 이후 5년 동안 일곱 채의 집과 무료 학교와 보육원을 지었으며, 이러한 선행들은 당시 피아첸차 교구장이었던 조반니 스칼라브리니 주교와 교황 레오 13세의 귀에까지 닿았다.

## 말년
프란치스카 카브리니는 중국 전교에 대해 교황의 승인을 받고자 바티칸으로 갔다. 하지만 교황은 그녀에게 대부분 돈을 벌기 위해 미국으로 몰려간 이탈리아인 이민자들을 구제하기 위해 미국으로 갈 것을 권유하였다. 교황은 그녀에게 “동방이 아니라 서방으로 가십시오.”라고 말하였다.
프란치스카 카브리니는 교황의 권고를 받아들여 여섯 명의 수녀들과 함께 이탈리아를 떠나 1889년 3월 31일 미국 뉴욕 시에 당도하였다. 그곳에서 그녀는 당시 뉴욕 대교구장이었던 마이클 코리건 대주교로부터 허락을 받아 뉴욕 웨스트파크 지역에 고아원을 지었다. 이 고아원은 오늘날 성녀 카브리니의 집이라고 불리고 있다. 뉴욕 외에도 그녀는 시카고, 뉴올리언스, 덴버, 로스앤젤레스, 필라델피아 등 미국의 다른 지역과 남아메리카와 유럽에도 고아원을 지었다. 프란치스카 카브리니가 사망한 후 한참이 지난 뒤에 수녀회는 프란치스카 카브리니의 생전의 숙원이었던 중국 전교활동의 꿈을 이루려고 하였다. 하지만 중국에 간 지 얼마 지나지 않아 수많은 사회적 종교적 소요를 겪으면서 결국 중국과 시베리아 등지에서 철수하게 되었다.
프란치스카 카브리니는 뉴욕에 콜럼버스 병원과 이탈리아 병원을 세웠다. 1980년대에 이 두 병원은 합병되어 카브리니 병원으로 재탄생하였다.
프란치스카 카브리니는 1909년에 미국 시민권을 취득하였다.

## 죽음
1917년 12월 22일 프란치스카 카브리니는 지역 아이들에게 주기 위해 성탄절 사탕을 준비하던 중에 일리노이주 시카고의 콜럼버스 병원에서 67세의 나이에 이질로 인한 합병증으로 선종하였다. 그녀는 죽기 전까지 병들고 가난한 사람들을 돕고 이러한 일을 수행할 수녀들을 더 많이 양성하여 훈련시키기 위해 67곳의 선교 기구들을 설립하였다. 그녀의 시신은 오늘날 성녀 카브리니의 집이라고 불리는 그녀가 뉴욕 웨스트파크에 세운 고아원에 안장되었다.
1931년 프란치스카 카브리니의 시신은 무덤에서 발굴되었는데, 몸에 부패된 흔적이 전혀 없자 현재 마더 카브리니 고등학교 부속 성녀 프란치스카 카브리니 경당의 제대 밑 유리 안에 안치되어 있다.

## 시성
프란치스카 카브리니는 1938년 11월 13일 교황 비오 12세에 의해 복녀로 시복되었으며, 1946년 7월 7일 역시 교황 비오 12세에 의해 성녀로 시성되었다. 성녀 프란치스카 하비에르 카브리니는 이민자들의 수호성인으로 지정되었다. 프란치스카 카브리니의 시복이 결정된 것은 질산은을 과잉 복용하여 맹인이 된 어린아이의 시력이 그녀의 전구를 통해 회복된 일이 기적으로 인정받게 되면서였다. 그리고 수녀회 소속 수녀 가운데 한 사람이 위독한 상황이었는데 프란치스카 카브리니의 전구를 통해 치유된 것이 기적으로 인정받아 시성이 결정되었다.

## 같이 보기
- 이탈리아계 미국인